# Gorgo av Sparta
Gorgo, född mellan 518 och 508, död efter 480 f.Kr., var en drottning av Sparta, gift med kung Leonidas I (r. 489-480 f.Kr.). Hon är en av få kvinnor som omnämns av Herodotus, och var känd för sitt politiska omdöme och klokhet. 

## Biografi
Gorgo var dotter till Kleomenes I av Sparta: hennes mor är okänd, men eftersom modern hade titeln drottning, var hon troligen spartanska. Under faderns regering varnade hon honom för att lita på Aristagoras av Miletos: "Far, du borde sända bort denne man, för han kommer att korrumpera dig". Fadern lydde hennes råd. Vid faderns död 490 var hon redan gift med sin fars halvbror Leonidas I, som efterträdde honom på tronen. 
Gorgo var uppenbarligen öppet närvarande i det politiska livet, eftersom hon ofta omnämns då hon deltar i rådsmöten vid hovet och ger råd till monarker och ämbetsinnehavare.  Inför den persiska invasionen av Grekland 480 f.Kr, sände spartanen Demaratos, som var fången i Persien, en varning hem på en trätavla täckt med vax.  Eftersom tavlan gav intryck av att vara tom, ville ingen i Sparta ha med den att göra förrän Gorgo sade åt dem att tvätta bort vaxet så att skriften blev synlig.  
Inför den persiska invasionen av Grekland färdades hennes make omkring på diplomatiska resor till grannstater för att sluta förbund mot perserna. Många tecken tyder på att Gorgo gjorde honom sällskap. Två exempel var två episoder som nämner henne. I den enda försökte en man förföra henne, och hon avvisade honom med orden att han inte ens skulle kunna spela en kvinna på scen. Det är inte troligt att denna scen utspelade sig i Sparta, delvis eftersom Sparta inte hade någon teater. 
Den andra episoden är den replik hon kanske är mest känd för. En kvinna från Aten ska ha frågat henne, med utgångspunkt från hur självständiga kvinnor i Sparta var jämfört med övriga stater i Grekland: "Varför är ni spartanskor de enda kvinnor som kan styra män?" Gorgo ska då ha svarat: "Därför att vi är de enda som föder män", eller, enligt en annan version: "Av goda skäl; vi är de enda som föder män". Denna scen kan inte ha ägt rum i Sparta, eftersom kvinnor från Aten aldrig fick resa, medan spartanska kvinnor däremot hade fri rörelsefrihet. 
Inför Slaget vid Thermopyle ska Gorgo ha frågat sin make Leonidas vad hon skulle göra efter hans död.  Han svarade henne då: "Gift dig med en bra man som behandlar dig väl, föd honom barn och lev ett gott liv." 
Leonidas dog i Slaget vid Thermopyle och efterträddes av deras minderåriga son Pleistarchos, som sattes under förmyndarregering av sin farbror Cleombrotus och sin kusin Pausanias.  

## Barn
1. Pleistarchos